# Kurt Ebel
Kurt Ebel (* 27. Oktober 1906 in Solingen; † 16. Dezember 2004 in Köln) war ein deutscher Jurist, Politiker und Bankier.

## Leben

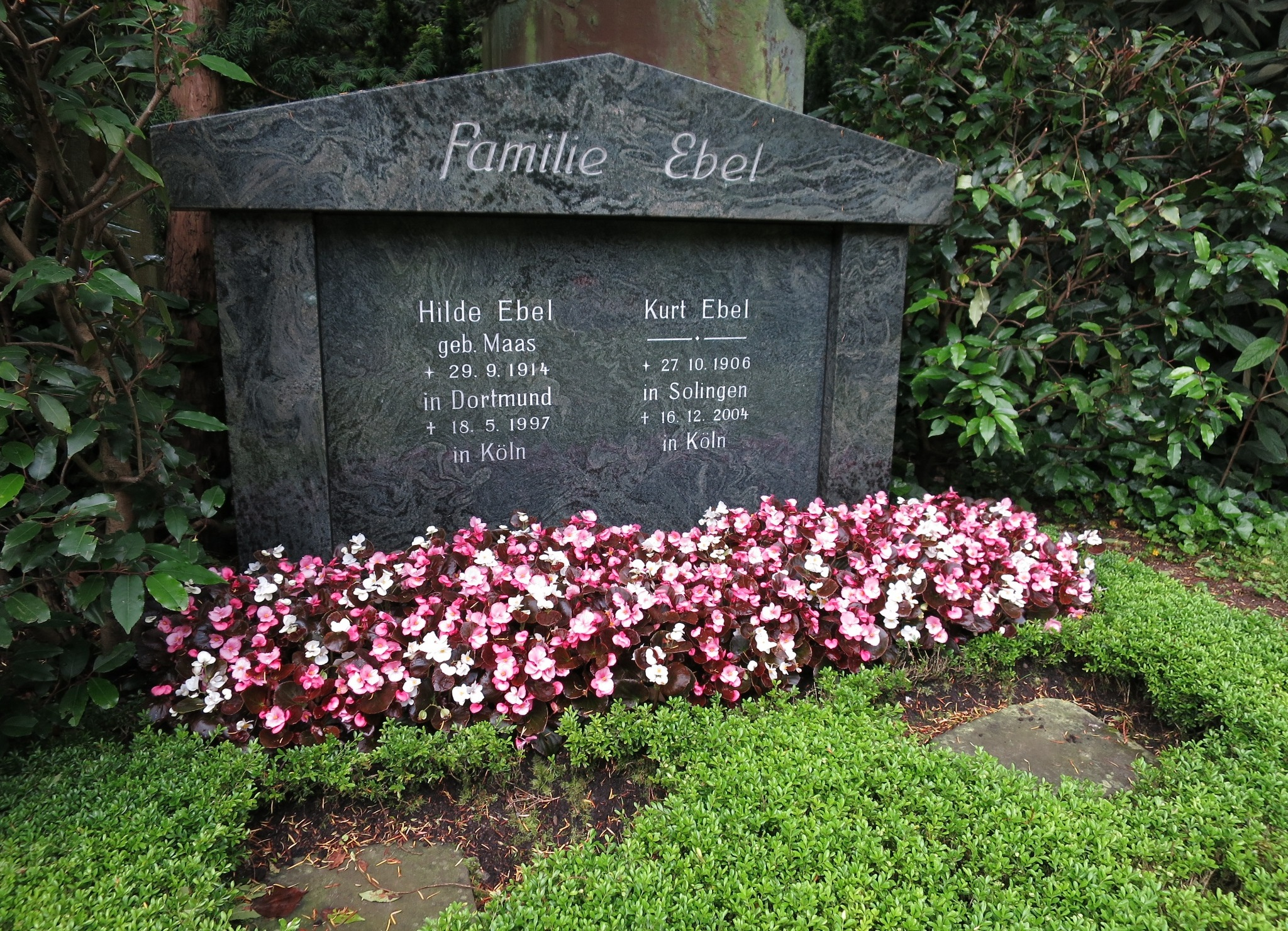
Grabstätte Kurt und Hilde Ebel

Als Sohn eines Metzgermeisters geboren, studierte Ebel Rechtswissenschaften in Köln. Während seines Studiums wurde er 1927 Mitglied der Burschenschaft Germania Köln. Nach seinen Examina war er in der Stadtverwaltung Solingen und als Rechtsrat der Stadt Duisburg tätig, bevor er 1936 Bürgermeister von Kleve wurde. Zum 1. Oktober 1929 trat er der NSDAP bei (Mitgliedsnummer 157.211). 1942 geriet er nach einer Rede zur 700-Jahr-Feier der Stadt Kleve unter Druck, weshalb er sein Amt als Bürgermeister niederlegen musste und zum Militärdienst eingezogen wurde. Während des Zweiten Weltkriegs geriet er in Kriegsgefangenschaft. Nach seiner Entlassung ging er nach Radevormwald, später nach Eitorf. Nach kurzer Zeit als Prokurist, wurde er Inhaber eines Privatbankhauses in Köln.
Ebel war verheiratet mit Hilde geborene Maas (1914–1997). Er starb 2004 im Alter von 98 Jahren und wurde auf dem Kölner Friedhof Melaten (Flur 5 in P) beigesetzt.